# アスナウィ・マンクアラム
アスナウィ・マンクアラム・バハール（Asnawi Mangkualam Bahar, 1999年10月4日 - ）は、インドネシア・南スラウェシ州マカッサル出身の同国代表プロサッカー選手。タイ・リーグ1・ポートFC所属。ポジションはディフェンダー（右サイドバック）および守備的ミッドフィールダー。
Kリーグ時代の登録名はアスナウィ（ハングル: 아스나위）。

## 経歴

### クラブ歴
地元のPSMマカッサルアカデミーを経て、2016年にペルシバ・バリクパパンに加入し、2016年にインドネシア・サッカーチャンピオンシップA (ISC A) でプロ選手としてデビュー。10月9日にカプテン・イ・ワヤン・ディプタ・スタジアムで行われたアウェーのバリ・ユナイテッドFC戦で開始2分に先制ゴールを決めた。17歳5日でのゴールはISC A最年少記録となった。
インドネシアサッカー協会 (PSSI) の資格停止処分によって中断していたインドネシア・スーパーリーグがリーガ1に改組された2017年、古巣のPSMマカッサルに加入。2月12日のインドネシア・プレジデンツカップのペルセラ・ラモンガン戦で同クラブでのデビューを飾った。
2021年1月22日、Kリーグ2の安山グリナースFCに1年契約+1年延長オプションで加入する旨がKBSによって報じられた。COVID-19パンデミックのため、隔離期間を経て2月18日に加入が正式に発表された。アスナウィはKリーグ初のインドネシア人選手となり、2020年シーズンから新設したASEAN登録枠が適用される最初の選手となった。また、加入にあたってはインドネシア代表監督の申台龍の積極的な推薦があったとされている。年俸はPSMよりも低いとされているがそれを受け入れたとのことである。
また、KBSの報道直後から安山グリナースのInstagramアカウントのフォロワー数が急激に増加し、1月23日時点でKリーグ2のクラブで最多となった。
安山でのデビュー戦は2021年3月28日の韓国FAカップラウンド32の一戦となった。K4リーグの楊平FCと対戦して1-0で勝利したこの試合でアスナウィは右サイドバックとして先発出場した。続いて、4月3日にはアウェーの釜山アイパーク戦で3-4-3の右ウイングで先発出場し、Kリーグ2デビューを果たした。
2021年5月、アスナウィは4月のKリーグ2最優秀選手に選ばれた。

### 代表歴
各年代別の代表に選出されている。AFCアジアカップ2023ではキャプテンとして挑み、グループDでは1勝2敗の3位という結果に終わったものの、3位の成績上位4チームに入り、ベスト16進出に貢献。インドネシア代表史上初の偉業となった。
ただAFCアジアカップ2023終了後は、オランダ出身選手の帰化政策の煽りを受け、キャプテンの座をジェイ・イツェスに譲っている。

## タイトル
PSMマカッサル
- ピアラ・インドネシア：優勝（2019）

インドネシアU-16代表
- AFF U-16ユース選手権：準優勝（2013）

インドネシアU-19代表
- AFF U-19ユース選手権：3位（2017, 2018）

インドネシアU-23代表
- SEA Games：銀メダル（2019）、銅メダル（2017）
- AFF U-22ユース選手権：優勝（2019）